# Prototyla haemoxantha
Prototyla haemoxantha là một loài bướm đêm trong họ Crambidae.